# 冀淑平
冀淑平（1923年—2019年3月4日），女，直隶（今河北）曲周人，中国话剧演员，国家话剧院演员。